# Kovalenkî, Liubar
Kovalenkî (în ucraineană Коваленки) este un sat în comuna Panasivka din raionul Liubar, regiunea Jîtomîr, Ucraina.

## Demografie
Componența lingvistică a localității Kovalenkî
     Ucraineană (98,21%)
     Rusă (1,79%)
Conform recensământului din 2001, majoritatea populației localității Kovalenkî era vorbitoare de ucraineană (98,21%), existând în minoritate și vorbitori de rusă (1,79%).